# Тейналт
Тейналт (англ. Taynuilt МФА /tɛinəlt/; шотл. гел. Taigh an Uillt МФА /t̪ʰɤj ə n̪ˠɯiʎtʲ/, означає «хата біля струмка») — село у Шотландії. Розташоване у гірському районі Шотландії у області Аргілл-і-Б'ют. Село відоме, зокрема, тим, що тут знаходяться будівлі металургійного підприємства XVIII — XIX століть і серед них — доменна піч, що є найкраще збереженною старовинною доменною піччю з усіх збережених старовинних доменних пічей Британії, що працювали на деревному вугіллі.

## Місцезнаходження
Село розташоване на південному березі озера (точніше — вузької морської затоки) Етів (або Лох-Етів). На іншому березі озера, навпроти села Тейналт, розташоване село Боно. Через село проходить невеличка річка Нант, що впадає у озеро Етів. У перекладі з шотландської гельської мови назва села означає «хата біля струмка». На сході неподалік від села проходить річка Awe, що також впадає у озеро Етів. Територія з обох берегів озера Лох-Етів біля гирла річки Awe називається Боно, що в перекладі означає «гирло Awe».

## Історія металургійного виробництва у Тейналті

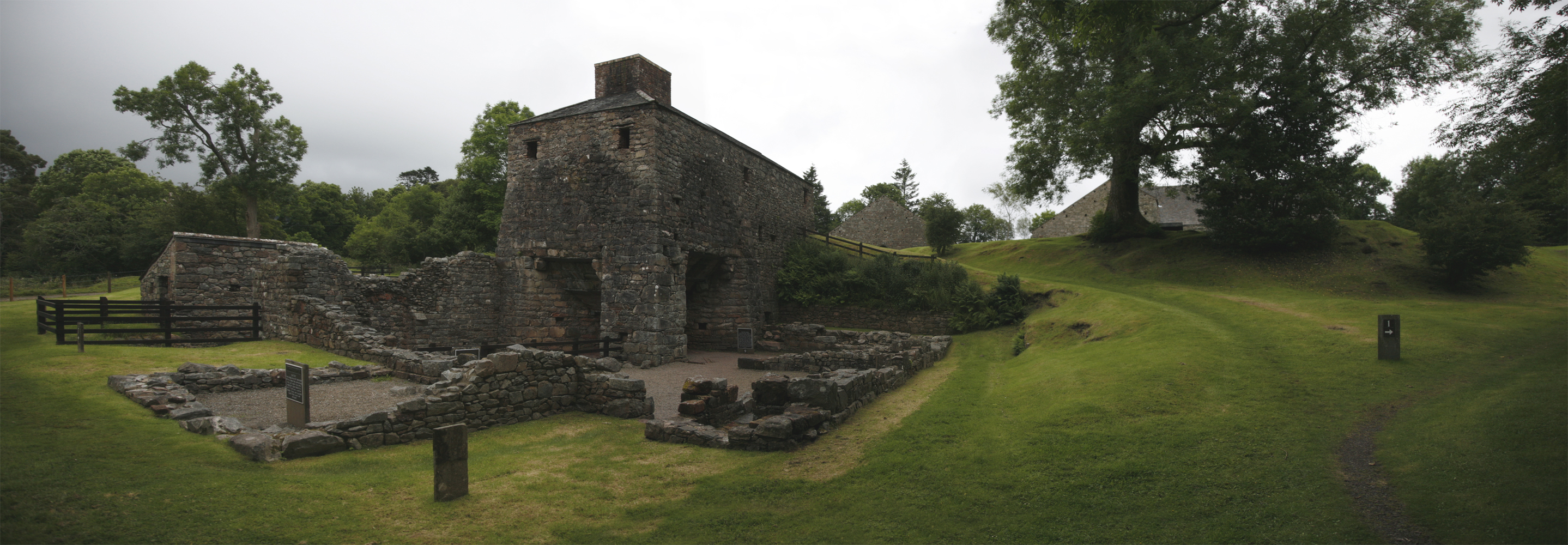
Старовинна доменна піч у селі Тейналт.

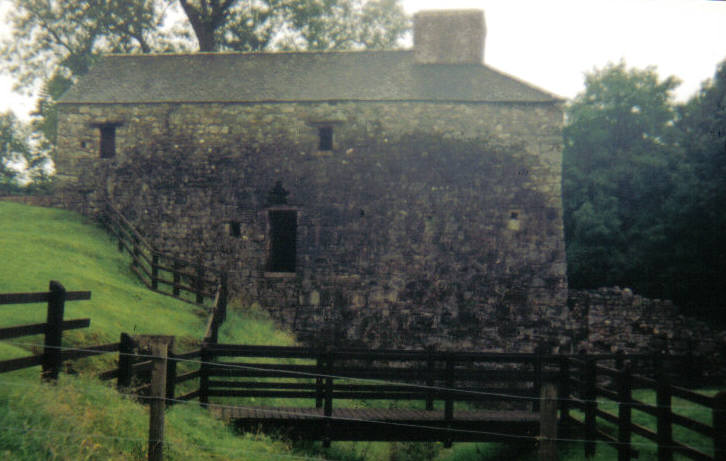
Старовинна доменна піч у селі Тейналт.

1753 року компанією Newland Company неподалік від села Тейналт було збудовано доменну піч. Ця місцевість називається «Боно» і тому доменна піч біля села Тейналт у англомовних джерелах називається «Боноська доменна піч» (англ. Bonawe Iron Furnace).
Як паливо для пічі використовувалося деревне вугілля, виготовлене з деревини місцевих лісів. Залізну руду завозили сюди морем і затокою Лох-Етів з англійського графства Камбрія. Металургійне виробництво проіснувало в селі близько 120 років і припинило випуск металу 1876 року.
Старовинна доменна піч в селі Тейналт вважається найкраще збереженою старовинною доменною піччю Британії з тих, що працювали на деревному вугіллі. Сьогодні вона знаходиться під охороною організації Історична Шотландія, що є організацією уряду Шотландії.
1880 року в селі було відкрито залізничну станцію на залізниці поміж містами Калландер і Обан.
В селі є гольф-клуб і команда специфічної шотландської гри шинті.